# 9817 Thersander
A 9817 Thersander (ideiglenes jelöléssel 6540 P-L) egy kisbolygó a Naprendszerben. Cornelis Johannes van Houten, Ingrid van Houten-Groeneveld és Tom Gehrels fedezte fel 1960. szeptember 24-én.